# NGC 5924
NGC 5924 est une galaxie spirale (lenticulaire ?) vue par la tranche et relativement éloignée. Cette galaxie est située dans la constellation de la Couronne boréale. Sa vitesse par rapport au fond diffus cosmologique est de 9 506 ± 9 km/s, ce qui correspond à une distance de Hubble de 140,2 ± 9,8 Mpc (∼457 millions d'al). NGC 5924 a été découverte par l'astronome français Édouard Stephan en 1882.